# ŽRK Osijek
Ženski rukometni klub Osijek je rukometni klub iz Osijeka.
Godina osnivanja: 1954.
Klupsko sjedište je na adresi Adama Reisnera 46a, Osijek.

## Povijest
Klub je osnovan 1954. godine pod nazivom "Grafičar", pod kojim djeluje do 1968. godine, kada mijenja ime u "Osijek". Pod nazivom "Grafičar" je osvojio jugoslavenski kup 1966. godine. 

Klub je najveće uspjehe postigao dok ga je vodio Ante Kostelić. U Osijeku se zadržao tri godine. Rukometašice je uveo u prvu ligu, osvojio je Kup Jugoslavije, jedno 3. i 4. mjesto u prvenstvu te Kup pobjednica kupova 1981.
U sezoni 1981./82. i 1982./83. osvojio je Kup pobjednica kupova. Tu jaku generaciju vodio je trener Ivica Nikolić a najpoznatije igračice iz tog sastava bile su Katica Ileš, Tanjga, Gajski i druge.
U samostalnoj Hrvatskoj, osječke su rukometašice također postigle uspjehe. U sezonama od 1998./99. do 2003./04., redovito su sudjelovale u Kupu EHF. 1998./99. su ispale u šesnaestini finala od mađarskog Debrecenija. Najuspješnija klupska sezona u Europi je bila sljedeća 1999./2000., kad su došle do poluzavršnice, kad ih je izbacio iz daljnjeg natjecanja bukureštanski Rapid. 2000./2001. su ispale odmah od portugalske Madeire Andebol. Iako su kod kuće izgubile 6 razlike, u uzvratu u gostima su umalo dospjele dostići taj zaostatak, pobijedivši 5 razlike. 2002./2003. su došle do 4. kola, kad su ispale od rumunjske Oltchim Valcee. 2003./2004. su ispale do nizozemskih predstavnica Zeeman Vastgoeda. 2004./2005. su sudjelovale u Kupu pobjednica kupova. Ispale su od norveškog kluba Nordstrand 2000 iz Osla.
Osijek je dao hrvatsku reprezentativku Anitu Gaće.

## Uspjesi
Jugoslavenski kup
- pobjednice: 1966., 1978., 1981.

Kup pobjednica kupova
- pobjednice: 1982., 1983.

Hrvatsko republičko prvenstvo:
- prvakinje: 1970., 1971., 1986.

Hrvatsko prvenstvo
- doprvakinje: 2000.

Jugoslavensko rukometno prvenstvo
- doprvakinje: 1980.

## Međunarodna natjecanja
Utakmice Osijeka u međunarodnim natjecanjima. Rezultati su prikazani:
- podebljano, za utakmice kao domaćin
- normalne debljine, za utakmice u gostima
- kurzivom, za utakmice na neutralnom terenu.

### Kup prvakinja
| Sezona            | Faza natjecanja   | Protivnik                 | Rezultat          | Napomena                       |
| IHF Kup prvakinja | IHF Kup prvakinja | IHF Kup prvakinja         | IHF Kup prvakinja | IHF Kup prvakinja              |
| Osijek            | Osijek            | Osijek                    | Osijek            | Osijek                         |
| ----------------- | ----------------- | ------------------------- | ----------------- | ------------------------------ |
| 1980./81.         | 1. krug           | Iber Valencia             | 25:15, 20:16      |                                |
| 1980./81.         | osmina finala     | Maccabi Harazim Ramat Gan | 29:7, 26:11       | obje utakmice igrane u Osijeku |
| 1980./81.         | četvrtfinale      | Hypo-Bank Beč             | 17:14, 8:10       |                                |
| 1980./81.         | polufinale        | Radnički Beograd          | 19:18, 12:15      |                                |

### Kup pobjednica kupova
| Sezona                    | Faza natjecanja           | Protivnik                      | Rezultat                  | Napomena                       |
| IHF Kup pobjednica kupova | IHF Kup pobjednica kupova | IHF Kup pobjednica kupova      | IHF Kup pobjednica kupova | IHF Kup pobjednica kupova      |
| Osijek                    | Osijek                    | Osijek                         | Osijek                    | Osijek                         |
| ------------------------- | ------------------------- | ------------------------------ | ------------------------- | ------------------------------ |
| 1978./79.                 | osmina finala             | Admira Landhaus Beč            | 20:9, 22:11               |                                |
| 1978./79.                 | četvrtfinale              | Ferencvaros Budimpešta         | 17:14, 13:19              |                                |
| 1981./82.                 | osmina finala             | IF Vasteras                    | 32:19, 26:14              |                                |
| 1981./82.                 | četvrtfinale              | AIA Tranbjerg                  | 31:22, 19:19              |                                |
| 1981./82.                 | polufinale                | ASK Vorwarts Frankfurt am Oder | 19:23, 28:23              |                                |
| 1981./82.                 | finale                    | Spartakus Budimpešta           | 27:21, 27:17              | Osijek pobjednik KPK           |
| 1982./83.                 | osmina finala             | SC Sudwest Berlin              | 30:19, 16:18              |                                |
| 1982./83.                 | četvrtfinale              | RTV Basel                      | 28:9, 19:16               |                                |
| 1982./83.                 | polufinale                | TJ Gottwaldow (Zlin)           | 21:22, 23:21              |                                |
| 1982./83.                 | finale                    | SC Magdeburg                   | 21:27, 25:19              | Osijek pobjednik KPK           |
| 1983./84.                 | osmina finala             | Esteblok Ferrara               | 38:20, 35:14              |                                |
| 1983./84.                 | četvrtfinale              | TJ Gottwaldow (Zlin)           | 17:31, 20:26              |                                |
| EHF Kup pobjednica kupova |                           |                                |                           |                                |
| 2000./01.                 | 3. krug                   | Drut Belpak Belinichi          | 33:21, 21:19              | obje utakmice igrane u Osijeku |
| 2000./01.                 | osmina finala             | Nordtrand 2000 Oslo            | 19:23, 14:34              | obje utakmice igrane u Oslu    |

### Kup EHF
| Sezona         | Faza natjecanja | Protivnik                    | Rezultat     | Napomena                              |
| Osijek         | Osijek          | Osijek                       | Osijek       | Osijek                                |
| -------------- | --------------- | ---------------------------- | ------------ | ------------------------------------- |
| 1998./99.      | 1/16 finala     | Debreceni Symphonia VSC      | 11:18, 23:25 |                                       |
| Osijek - Sonic |                 |                              |              |                                       |
| 2001./02.      | 2. krug         | Madeira Andebol SAD Funchal  | 22:28, 24:19 | obje utakmice igrane u Funchalu       |
| Sonic - Osijek |                 |                              |              |                                       |
| 2002./03.      | 2. krug         | Omni SV Hellas Den Haag      | 20:22, 25:17 | obje utakmice igrane u Den Haagu      |
| 2002./03.      | 3. krug         | Zalec                        | 24:19, 20:20 |                                       |
| 2002./03.      | osmina finala   | C.S. Oltchim Valcea          | 24:32, 17:22 | obje utakmice igrane u Râmnicu Vâlcea |
| 2003./04.      | 3. krug         | Zeeman Vastgoed SEW (Wognum) | 25:19, 19:19 | obje utakmice igrane u Wognumu        |

### Kup gradova
| Sezona      | Faza natjecanja | Protivnik                          | Rezultat     | Napomena                       |
| Osijek      | Osijek          | Osijek                             | Osijek       | Osijek                         |
| ----------- | --------------- | ---------------------------------- | ------------ | ------------------------------ |
| 1999./2000. | 1/16 finala     | Juventud Leganes                   | 29:18, 31:20 | obje utakmice igrane u Osijeku |
| 1999./2000. | osmina finala   | Istochnik Rostov                   | 27:22, 29:25 | obje utakmice igrane u Osijeku |
| 1999./2000. | četvrtfinale    | Frankfurter HC (Frankfurt am Oder) | 31:25, 24:25 | obje utakmice igrane u Osijeku |
| 1999./2000. | polufinale      | Rapid Bukurešt                     | 19:28, 24:28 |                                |

## Vanjske poveznice
- Eurohandball  Arhivirana inačica izvorne stranice od 28. veljače 2011. (Wayback Machine) ŽRK Osijek